# Quan bull la sang
 Quan bull la sang  (títol original en anglès: Never So Few) és una pel·lícula bèl·lica estatunidenca de John Sturges estrenada el 1959. És una adaptació de la novel·la homònima de Tom T. chamales, publicada el 1958. Ha estat doblada al català.

## Argument[2]
Lluitant a la jungla birmana contra l'exèrcit imperial japonès, els capitans Reynolds (Frank Sinatra) i De Mortimer (Richard Johnson) tornen a Calcutta a buscar medicaments i un metge. Reynolds hi troba en una recepció una dona fatal, Carla Vesari (Gina Lollobrigida).
De tornada amb els seus homes, a la jungla, han de fer de cara als múltiples atacs japonesos molt mortífers i han de travessar la frontera xinesa malgrat les ordres, per neutralitzar els subministraments d'armes i de material. Després d'haver ordenat afusellar presoners com a represàlia, el capità Reynolds és portat a un tribunal militar però gràcies al suport del general Sloan (Brian Donlevy), és absolt i retroba Carla.

## Repartiment
- Frank Sinatra: Tom Reynolds
- Gina Lollobrigida: Carla Vesari
- Peter Lawford: Grey Travis
- Steve McQueen: Bill Ringa
- Richard Johnson: Danny de Mortimer
- Paul Henreid: Nikko Regas
- Brian Donlevy: el general Sloan
- Dean Jones: Jim Norby
- Charles Bronson: John Danforth
- Philip Ahn: Nautaung
- Robert Bray: el coronel Fred Parkson
- Kipp Hamilton: Margaret Fitch
- John Hoyt: el coronel Reed
- Whit Bissell: el capità Alofson
- James Hong: el general Chao
- Maggie Pierce: una infermera
- Isabel Cooley: la noia
- George Takei: El soldat a l'hospital

## Al voltant de la pel·lícula
- Frank Sinatra hauria volgut envoltar-se del seu habitual «  Rat Paquet  » per aquesta pel·lícula però només Peter Lawford va ser-hi, ja que Sammy Davis Jr va ser eliminat en l'últim moment i reemplaçat per Steve McQueen, famós des de poc gràcies a la sèrie  Wanted: Dead or Alive